# 何塞多明哥奧坎波斯
何塞多明哥奧坎波斯（西班牙語：José Domingo Ocampos），是巴拉圭的城鎮，位於該國東部，由卡瓜蘇省負責管轄，距離亞松森242公里，面積144平方公里，2002年人口9,198，人口密度每平方公里63.88人。